# Long County
Long County is een county in de Amerikaanse staat Georgia.
De county heeft een landoppervlakte van 1.038 km² en telt 10.304 inwoners (volkstelling 2000). De hoofdplaats is Ludowici.

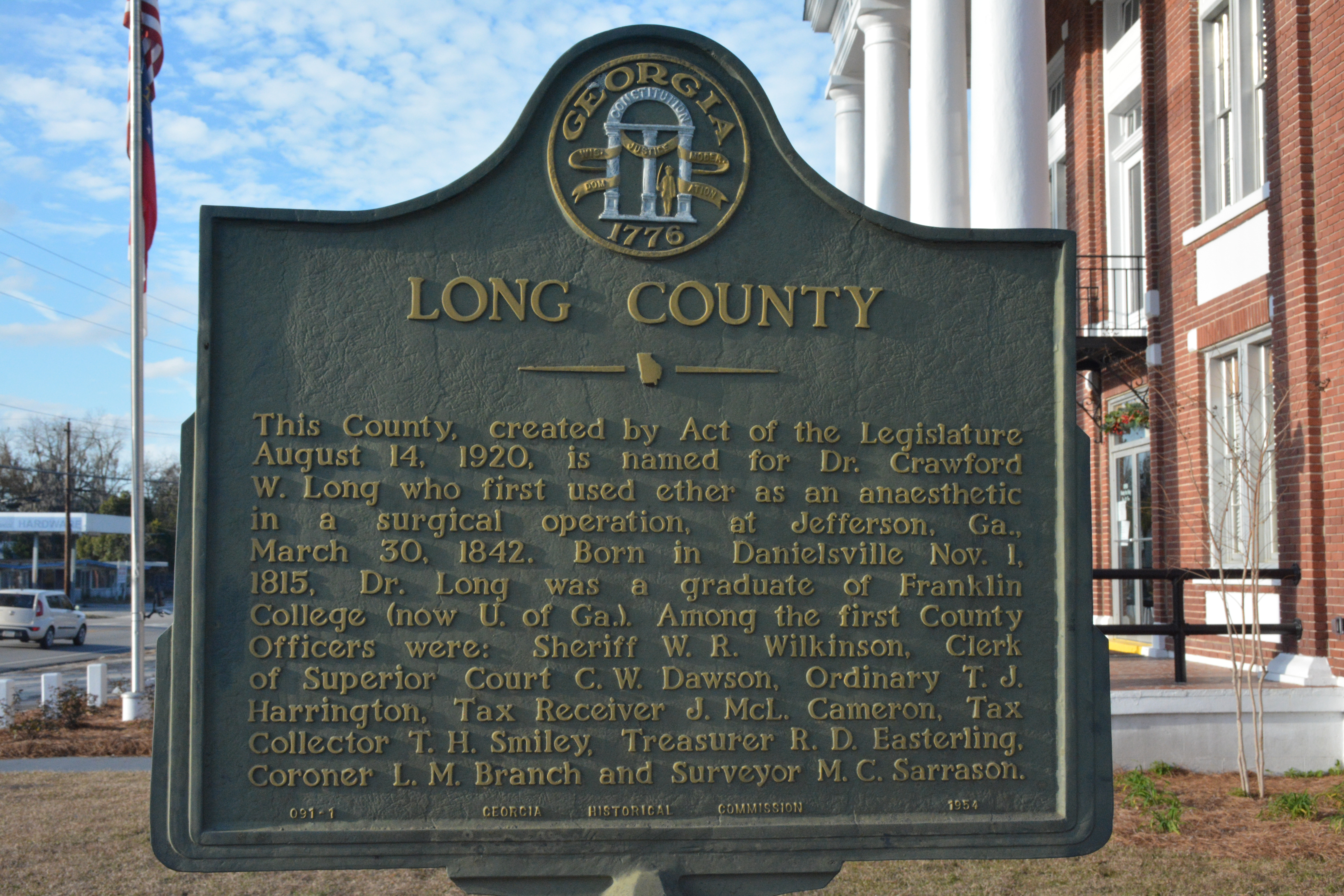
Plaquette bij het Long County Courthouse